# هنري بيرين
هنري بيرين (ولد في 23 ديسمبر 1862 في فيرفييتوا، توفي في 25 أكتوبر 1935 في أوككلي)، مؤرخ بلجيكي متخصص في فترة القرون الوسطى وتاريخ فالونيا، له عدة مؤلفات في التاريخ الأوروبي في القرون الوسطى وتاريخ فرنسا وبلجيكا التي يعد فيها مؤرخاً وطنياً.
ترتكز مكانة بيرين اليوم على ثلاث مساهمات في التأريخ الأوروبي، أولها ما عرف لاحقاً بأطروحة بيرين، وتتعلق بربط بدء القرون الوسطى في أوروبا بانقطاع التواصل التجاري عبر البحر المتوسط بعد الفتح الإسلامي في القرن الثامن الميلادي وليس بسقوط روما في يد القبائل الجرمانية في القرن الخامس. أما مساهمتاه الأخريان الأهم فتتعلقان بعرضه التاريخي المميز لتاريخ القرون الوسطى في بلجيكا، ونموذج نهوض المدينة الأوروبية في تلك الحقبة.
يجادل بيرين بأن الحركات الاجتماعية الاقتصادية والثقافية والدينية في أوروبا كانت على المدى الطويل نتاجاً لأسباب كامنة عميقاً في التاريخ الأوروبي، وقد تأثر بهذا الطرح مارك بلوخ والمدرسة الفرنسية في التأريخ الاجتماعي.
خالفت أطروحات بيرين بعض ما كان سائدا بين المؤرخين الأوروبيين آنذاك وأثارت جدلاً واسعاً، ولاقت في زمانها معارضين بارزين أهمهم المؤرخ ألفونس دوبش الذي رفضها من الأساس، ولكن الكثير من المؤرخين الأحدث يعتمدون أطروحات بيرين أساساً لأعمالهم، مع إضفاء تعديلات عليها.
برز بيرين كذلك في المقاومة السلبية للاحتلال الألماني في بلجيكا في الحرب العالمية الأولى، حيث دعى إلى مقاطعة سلطات الاحتلال، واعتقل ورحّل داخل ألمانيا.

## حياته المهنية
درس في في جامعة لييج، حيث تتلمذ عند المؤرخ غودفروا كورت (1847-1916)، وفي عام 1886 أصبح أستاذا للتاريخ في جامعة غينت، وقد شغل هذا المنصب حتى نهاية حياته الوظيفية في عام 1930. وقد عدّ بيرين بعد الحرب العظمى المؤرخ الأبرز والأقوى تأثيراً في بلجيكا، وتلقى الكثير من الأوسمة وعضويات اللجان العامة. كان بيرين كان صديقاً قريباً للمؤرخ الألماني كارل لامبرخت، وانتهت هذه الصداقة بعد اندلاع الحرب العظمى عندما ترأس لامبرخت بعثة دعت البلجيكيين إلى التعاون مع ألمانيا التي كانت تحتل بلجيكا.
عرف بيرين رمزاً للمقاومة السلبية البلجيكية ضد الاحتلال الألماني. لا يُعرف مدى مشاركة بيرين في أعمال المقاومة البلجيكية خلال الحرب العالمية الأولى، إلا أن المعروف هو أن المحتلين الألمان استجوبوا بيرين في 18 مارس 1916 واحتجزوه على خلفية مشاركته في إضراب للهيئات التدريسية التي رفضت التعاون مع الاحتلال وعصيانه أمر جيش الاحتلال الأساتذة المضربين في جامعة غينت بوقف الإضراب ومواصلة التدريس. وقد قُتل بيير نجل بيرين في القتال في معركة اليسر في أكتوبر 1914.
احتُجز بيرين في ألماني في بلدة كريفيلد، ثم في هولزميندن، وأخيراً في محيط مدينة يينا حيث احتجز من 24 أغسطس 1916 حتى نهاية الحرب. وعلى الرغم من حرمانه من الكتب تمكن بيرين من تعلم اللغة الروسية من أسرى الحرب الروس، واستخدم الكتب التي وفرها له السجناء الروس. وفي يينا بدأ بيرين كتابة تأريخه لأوروبا العصور الوسطى بدءاً من سقوط روما، وهو عمل كتبه بيريت بالكامل من ذاكرته، ويقدم فيه بدلاً من السرد التراتبي عن الحروب والسلالات والحوادث تأطيراً شاملاً للاتجاهات الاجتماعية والسياسية والتجارية. ويعد هذا الكتاب مميزاً لقراءته التاريخية ولموضوعيته التي لم تنل منها الظروف التي كُتب في ظلها، وقد توقف بيرين في كتابه عن تاريخ أوروبا عند منتصف القرن السادس عشر بعد عودته من الأسر، وقد نشر هذا الكتاب في عام 1936، بعد وفاة بيرين.
عكست مواقف بيرين بعد الحرب خيبة الأمل المنتشرة في بلجيكا بالثقافة الألمانية، إلا أنه اتخذ موقفاً دقيقاً سمح له بانتقاد القومية الألمانية دون استبعاد الأعمال الألمانية من المناهج العلمية. هاجم بيرين النظريات العنصرية والقومية الألمانية (فولكيش) محملاً إياها المسؤولية عن جرائم الحرب الألمانية، وانهار إيمانه السابق بحتمبة تقدم البشرية، وبدأ في قبول مبدأ الصدفة أو المصادفة في التاريخ، والاعتراف بأهمية الأفراد العظماء في لحظات تاريخية معينة.
توفي بيرين في بلدة أوكل بالقرب من، بروكسل عام 1935.

## أطروحات بيرين

### نشأة المدينة الأوروبية
نشر بيرين أفكاره الأولى عن تطور المدينة الأوروبية في عام 1895، ثم طور أطروحته أثناء وجوده في الأسر في في ألمانيا في أثناء الحرب العالمية الأولى. ونشرها لاحقاً في سلسلة من المقالات في العامين 1922 و1923، ثم واصل بعد ذلك رفد هذه الأطروحة بالأدلة والبيانات. وقد نشرت أشهر هذه النصوص في كتاب "مدن العصور الوسطى: الأصول وإحياء التجارة" الذي نشر عام 1927، وفي كتاب "محمد وشارلمان" الذي نشر عام 1937 بعد وفاة بيرين.
نشر بيرين هذه الأطروحة في مقالة مبكرة في التاريخ الاقتصادي وخالف فيها التاريخ السردي السائد في القرن التاسع عشر، أشار فيها إلى أن التبادل التجاري بين أوروبا ومحيطها في القرن التاسع الميلادي كان في انخفاض، وأن ذلك انعكس على التبادل التجاري داخل أوروبا وتركيبة المستوطنات البشرية فيها التي ساد فيها الطابع الزراعي المكتفي ذاتيا، باستثناء هو المراكز الكنسية والعسكرية والإدارية التي خدمت الطبقات الإقطاعية الحاكمة مثل الحصون والمقاعد الأسقفية والأديرة والمساكن الملكية التي كانت تتنقل باستمرار. وقد استمر ذلك إلى أن انتعشت التجارة في أواخر القرنين العاشر والحادي عشر بعيد الحروب الصليبية، فانجذب التجار والحرفيون إلى المراكز القائمة، وشكّلت ضواحي تركزت فيها التجارة والمصنوعات، وكان هؤلاء "رجالاً جدداً" أتوا من خارج البنية الإقطاعية، يعيشون على أطراف النظام القائم. وقد ظلت النواة الإقطاعية ثابتة وخاملة إلى أن حان الوقت الذي بلغت فيه قوة طبقة التجار النامية مدى مكنها من التخلص من الالتزامات الإقطاعية أو من شراء امتيازات النظام القديم الذي بين بيرين تناقضاته مع هذا العنصر الجديد من نواحٍ متعددة. شكل قادة هذه الطبقة التجارية طبقة برجوازية تركزت في أيديها لاحقاً القوة الاقتصادية والسياسية.
تقوم أطروحة بيريين على فرضية أن التناقض الطبيعي المصالح بين النبلاء الإقطاعيين والتجار الحضريين، وهو أمر متفق عليه في ما يتعلق بالقرنين الثالث عشر والرابع عشر، قد كان موجوداً من الأصل. وقد عارض عدد من المؤرخين هذه الأطروحة في الكثير من تفاصيلها. 

بيرين (في الوسط) أثناء زيارة للبيت الأبيض في واشنطن العاصمة عام 1922

تقليدياً، كان المؤرخون الغربيون يؤرخون العصور الوسطى ابتداءاً من سقوط الإمبراطورية الرومانية الغربية في القرن الخامس، وهي نظرية طرحها إدوارد جيبون في القرن الثامن عشر، وتقوم على افتراض "الانحطاط" مقارنة بالكلاسيكية الرومانية المثالية الماضية. أما بيرين، فيؤجل في طرحه زوال الحضارة الكلاسيكية إلى القرن الثامن الميلادي، وشكك بالفكرة القائلة بأن البرابرة الجرمانيين قد تسببوا في إنهاء الإمبراطورية الرومانية الغربية، وأن نهاية الإمبراطورية الرومانية الغربية ترتبط بالضرورة بانتهاء منصب الإمبراطور الروماني في أوروبا في عام 476. يشير بيرين إلى أن استمرارية اقتصاد البحر الأبيض المتوسط الروماني حتى بعد الغزوات البربرية، وأن طريقة الحياة الرومانية لم تشهد تغيرات جذرية في الفترة التي تلت "سقوط" روما، فالبرابرة القوط لم يجيؤوا إلى روما لتدميرها، بل أتوا للمشاركة في الاستفادة منها، وحاولوا في الغالب الحفاظ على أسلوب الحياة الروماني، وهو طرح يؤكده التوصيف الأحدث لتلك اللفترة تاريخيةبأنها " العصور القديمة المتأخرة "، وهو يشير إلى أن تحولات العوالم القديمة إلى عوالم القرون الوسطى قد جرت ضمن استمرارية ثقافية، في حين تشير الاسكتشافات الأثرية الأوروبية الحديثة عن فترة الألفية الأولى إلى أن هذه الاستمرارية في الثقافة المادية وأنماط الاستيطان البشري في ظل المنظومة السياسية القائمة تمتد لتبلغ أواخر القرن الحادي عشر.

### الإسلام وأوروبا العصور الوسطى

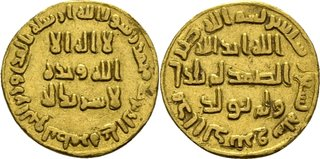
الدينار الذهبي الذي سك في عهد عبد الملك بن مروان في القرن السابع الميلادي

يرى بيرين أن الانهيار الحقيقي في التاريخ الروماني قد حصل في القرن الثامن نتيجة للتوسع العربي، إذ أدى الفتح الإسلامي لمنطقة جنوب شرق تركيا وسوريا وفلسطين وشمال إفريقيا وإسبانيا والبرتغال إلى انقطاع العلاقات الاقتصادية مع أوروبا الغربية، التي شهدت عزلة عن التجارة وركوداً اقتصادياً طويل الأمد وعجز اقتصادي أخرج الثروات من أوروبا، وبذلك ساد في أوروبا الغربية بحلول عصر شارلمان الطابع الزراعي واقتصاد الكفاف، مع غياب التجارة الخارجية.
يخلص بيرين إلى أنه "بدون الإسلام، ربما لم توجد إمبراطورية الفرنجة على الإطلاق، ولا يمكن تصوّر شارلمان بدون محمد".  بذلك يرفض بيرين فكرة أن الغزوات البربرية في القرنين الرابع والخامس هي التي تسببت في انهيار الإمبراطورية الرومانية، ويؤكد بدلاً من ذلك أن الفتح الإسلامي لشمال إفريقيا البحر الأبيض المتوسط أدى إلى فصل أوروبا الغربية عن الشرق، وهذا ما مكّن الكارولينجيين، وخاصة شارلمان، من تشكيل سلطته بنمط حكم "غربي" متميز. ويدعم بيرين أطروحه بالبيانات الإحصائية المتعلقة بالمال، ويقوم جزء مهم من حجته على اختفاء العناصر التي كان يفترض أن تأتي من خارج أوروبا الغربية آنذاك، مثل توقف سك العملات الذهبية شمال جبال الألب بعد القرن السابع، الذي يشير إلى انقطاع الصلة بالأجزاء الأكثر ثراءً من العالم، وتوقف ظهور ورق البردي الذي كان يصنع فقط في مصر فقط في شمال أوروبا بعد القرن السابع، إذ عادت الكتابة إلى استخدام الرقاع الجلدية والبرشمان، وهذا يدل على عزلة اقتصادية.
ووجهت أطروحة بيرين برفض معظم معاصريها من المؤرخين، ولكن المؤرخين منذ ذلك الوقت يتفقون عموماً على أنها حفزت النقاش حول العصور الوسطى المبكرة ، وقدمت مثالاً استفزازياً حول لكيفية عمل التحقيب التاريخي مازال أثره في إثراء النقاش التاريخي حاضراً إلى الآن، حيث يتصاعد من الجدل الذي يركز على دور الاكتشافات الأثرية الحديثة في برهنة الأطروحة أو دحضها، أو إثبات صلاحيتها المبدئية.

### تاريخ بلجيكا
يتعلق عمل بيرين الثاني "تاريخ بلجيكا" بطبيعة بلجيكا في العصور الوسطى، فدولة بلجيكا القومية المستقلة قد نشأت في عام 1830، أي قبل ولادة بيرين بجيل واحد فقط، وكانت عبر التاريخ الأوروبي الغربي مرتبطة بما يعرف بالبلدان المنخفضة، التي تشمل اليوم هولندا ولوكسمبورغ وأجزاء من شمال فرنسا. ويسعى بيرين في طرحه إلى دحض الطروح التي تشكك بوحدة بلجيكا لوقوعها بين منطقتين لغويتين هما الفرنسية والهولندية، من خلال تتبع تاريخ بلجيكا إلى العصر الروماني. وقد لاقت هذه الأفكار أيضا بعض الجدل حيث اعتبرها البعض ترويجاً للقومية البلجيكية.
"درسته العائلة المالكة، وكلّف الضباط بقراءته في الكليات العسكرية، وشرحه المحامون في بروكسل، وكوفئ به تلاميذ المدارس على نتائج الامتحانات الجيدة، لأن القراءة كانت مهمة للنخب الأدبية البرجوازية في المدينة والريف. وباع المجلد لدى نشره النشر في صيف عام 1911 سبعمائة نسخة في غضون ثلاثة أيام. يرجع جزئياً، ولكن ليس كلياً، إلى جودة بصيرة بيرين ا وأسلوبه الاستثنائيين". المؤرخ إرنست كوسمان
ويؤكد كتاب بيرين, الذي نُشر في سبعة مجلدات خلال الأعوام 1899-1932، أن القوى التقليدية والاقتصادية جمعت الفلمنكية والفالونية، ويفترض وجود "حضارة بلجيكية" موحدة - بالمعنى الاجتماعي والسياسي والعرقي - سبقت استقلال دولة بلجيكا الحديثة بقرون. وعلى الرغم من خلفية بيرين اللبرالية، فقد كتب تاريخه بتوازن جعله محل اتفاق الكاثوليك والليبراليين والاشتراكيين عبر الانقسامات في المجتمع البلجيكي، واقتبسه الجميع باحترام متساوٍ في المنشورات والصحف وحتى في التجمعات السياسية. كان بيرين أيضاً مبتكراً وفقاً لمعايير التاريخ الوطني المعاصر بتجنبه مفهوم "الروح الوطنية" المحدد عرقياً، ومجادلته بأن بلجيكا قد تطورت بصورة طبيعية بصفتها مجتمعا منفتحاً لتعمل وسيطاً بين أوروبا اللاتينية والجرمانية.
عززعمل بيرين هذا من مكانته الوطنية في بلجيكا في حياته، وظلت أطروحته مهمة لفهم ماضي بلجيكا، لكن فكرته عن استمرارية الحضارة البلجيكية التي تشكل أساس الوحدة السياسية فقدت شعبيتها اليوم، إذ يجادل بعض المؤرخين البلجيكيين بأن إنشاء الدولة كان صدفة تاريخية. كما دحضت الأبحاث الجديدة منذ عام 1970 في مجالات التاريخ الثقافي والعسكري والاقتصادي والسياسي ادعاء بيرين بـأن الحكم الإسباني الطويل في البلدان المنخفضة الثقافي لم تكن له تأثيرات ثقافية طويلة الأمد، في مواجهة. تبرع بيرين بمعظم مكتبته الشخصية إلى الأكاديمية البلجيكية [الإنجليزية]في روما. وفي عام 1933 حصل المجلد السابع من كتاب بيرين على جائزة فرانكي [الإنجليزية] في العلوم الإنسانية.

### مدن العصور الوسطى
نشر كتابه "مدن العصور الوسطى: أصولها وإحياء التجارة" في العام 1927، وهو يستند إلى محاضرات ألقاها في الولايات المتحدة عام 1922، ويؤكد فيه أن أوروبا قد استعادت خلال الفترة من القرن العاشر إلى القرن الثاني عشر الميلاديين السيطرة على البحر الأبيض المتوسط من العالم الإسلامي، وفتحت طرقًا بحرية إلى الشرق، وسمح ذلك بظهور تاجر / طبقة وسطى وتطوير مكان الإقامة المميز لتلك الطبقة، وهو المدينة.
يجادل بيرين في كتابه بأن الرأسمالية قد نشأت في مدن أوروبا، وكذلك الديمقراطية، وتعارض مدرسته "التجارية" الماركسية، وإن اتفقت معها في عدة أفكار حول فئة التجار. ومازالت نظرية بيرين حول النهضة التجارية في المدن في القرن الحادي عشر هي التفسير المعياري في التأريخ الأوروبي.

### تاريخ أوروبا
كتب بيرين كتابًا من مجلدين بعنوان "تاريخ أوروبا من نهاية العالم الروماني الغربي إلى بدايات الدول الغربية"، وهو عمل رائع ولكنه غير مكتمل كتبه بيرين في فترة سجنه في ألمانيا في الحرب العالمية الأولى، وقد نشرعام 1936 بعد وفاته على يد ابنه جاك بيرين الذي نجا من الحرب وأصبح أيضاً مؤرخاً، وقد استكمل بيرين الإبن تحرير العمل بإدخال التواريخ التي كان والده غير متأكد منها بين قوسين، ونشر العمل مع مقدمة. وفي عام 1956 ترجم الكتاب إلى اللغة الإنكليزية، ويعد اليوم واحداً من الإنجازات المهمة في علم التاريخ الأوروبي. عام 1936، وقد ترجم هذا الكتاب إلى العربية الدكتور عطية القوصي وصدر عام 1996 عن الهيئة المصرية العامة للكتاب.

## وصلات خارجية
- هنري بيرين على موقع الموسوعة البريطانية (الإنجليزية)

1. 1 2   https://www.medievalacademy.org/page/CompleteCorrFellow. اطلع عليه بتاريخ 2023-03-28. {{استشهاد ويب}}: |url= بحاجة لعنوان (مساعدة) والوسيط |title= غير موجود أو فارغ (من ويكي بيانات) (مساعدة)
2. ↑   https://aibl.fr/academiciens-depuis-1663/. اطلع عليه بتاريخ 2023-04-03. {{استشهاد ويب}}: |url= بحاجة لعنوان (مساعدة) والوسيط |title= غير موجود أو فارغ (من ويكي بيانات) (مساعدة)
3. ↑  Gilles Bertrand (2022). Trois siècles d'université en Bourgogne (بالفرنسية). Éditions universitaires de Dijon. ISBN:978-2-36441-442-6. QID:Q125927215.
4. ↑   https://www.persee.fr/doc/rnord_0035-2624_1935_num_21_84_1699. {{استشهاد ويب}}: |url= بحاجة لعنوان (مساعدة) والوسيط |title= غير موجود أو فارغ (من ويكي بيانات) (مساعدة)
5. ↑   https://www.persee.fr/doc/barb_0001-4133_2004_num_15_1_23635. {{استشهاد ويب}}: |url= بحاجة لعنوان (مساعدة) والوسيط |title= غير موجود أو فارغ (من ويكي بيانات) (مساعدة)
6. ↑   https://gallica.bnf.fr/ark:/12148/bpt6k1210244/f14. {{استشهاد ويب}}: |url= بحاجة لعنوان (مساعدة) والوسيط |title= غير موجود أو فارغ (من ويكي بيانات) (مساعدة)
7. ↑  Liste des docteurs honoris causa de l'Université de Paris de 1918 à 1933 inclus (بالفرنسية), vol. 9, 1934, pp. 90–95, ISSN:0041-9176, QID:Q105750302
8. ↑  De Schaepdrijver، Sophie (2011). ""That Theory of Races" Henri Pirenne on the Unfinished Business of the Great War". Belgisch Tijdschrift voor Nieuwste Geschiedenis. ج. 41 ع. 3–4: 533–552.
9. ↑  Pirenne, "L'origine des constitutions urbaines au Moyen Age", in Revue Historique, 1895.
10. ↑  Henry Pirenne (1937). Mohammed and Charlemagne English translation by Bernard Miall, 1939. From Internet Archive. The thesis was originally laid out in an article published in Revue belge de Philologie et d'Histoire 1 (1922), pp. 77-86.
11. ↑  E.g. by A. B. Hibbert, "The Origins of the Medieval Town Patriciate" Past and Present No. 3 (February 1953:15–27).
12. ↑  In this context, K. Randsborg  [لغات أخرى]‏, The First Millennium AD in Europe and the Mediterranean: an archaeological essay (1991) is cited by Averil Cameron, The Mediterranean World in Late Antiquity AD 395–600 1993:4; the extent to which the new data and interpretations of processual archaeology have altered modern perceptions is the theme of Richard Hodges and David Whitehouse, Mohammed, Charlemagne and the Origins of Europe: archaeology and the Pirenne thesis, 1983.
13. ↑  Pirenne, Mohammed and Charlemagne; the thesis appears in chapters 1–2 of Medieval Cities (1925)
14. ↑  the quote appears in Medieval Cities p.27 نسخة محفوظة 2023-03-29 على موقع واي باك مشين.
15. ↑  Philip Daileader؛ Philip Whalen (2010). French Historians 1900–2000: New Historical Writing in Twentieth-Century France. John Wiley & Sons. ص. 496. ISBN:9781444323665. مؤرشف من الأصل في 2023-03-29.
16. ↑  David Abulafia (2011). The Mediterranean in History. Getty Publications. ص. 219. ISBN:9781606060575. مؤرشف من الأصل في 2023-03-29.
17. ↑  Freedman، Paul H. (2011). "The Early Middle Ages, 284–1000 — Lecture 17: The Crucial Seventh Century". Open Yale Courses. مؤرشف من الأصل في 2023-03-29.
18. ↑  Emmet Scott (2012). Mohammed & Charlemagne Revisited: The History of a Controversy. New England Review Press. ISBN:9780578094182. مؤرشف من الأصل في 2023-03-29.
19. ↑  Kossmann, E. H. (1978). The Low Countries, 1780-1940 (Repr. ed.). Oxford: Clarendon Press. p. 439. ISBN 0-19-822108-8
20. ↑  Stengers، Jean (1989). "La Belgique, Un Accident De L'histoire?". Revue de l'université de Bruxelles. ج. 1989 ع. 3–4: 17–34. ISSN:0770-0962.
21. ↑  Parker، Geoffrey (1985). "New Light on an Old Theme: Spain and the Netherlands 1550–1650". European History Quarterly. ج. 15 ع. 2: 219–236. DOI:10.1177/026569148501500205. ISSN:0265-6914.